# August Ottmar von Essenwein

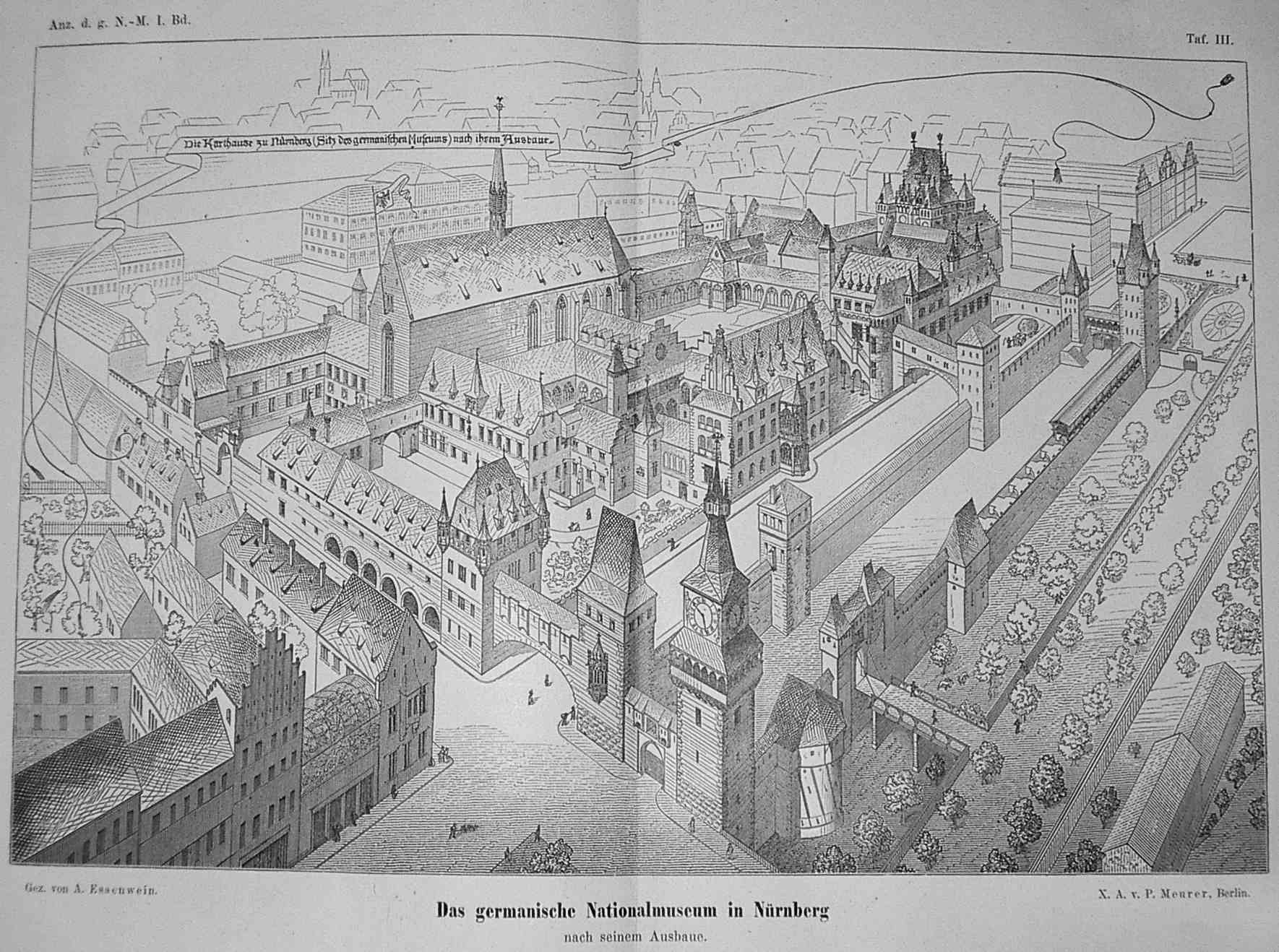
Germanska museet i Nürnberg (teckning)

August Ottmar von Essenwein född 2 november 1831 i Karlsruhe, död 13 oktober 1892 i Nürnberg, var en tysk arkitekt och konsthistoriker.
Essenwein kom 1856 till Wien, där han 1857-64 hade anställning vid statsjärnvägarna, var 1865-66 anställd som professor vid tekniska högskolan i Graz och 1866-91 föreståndare för Germanska museet i Nürnberg. Åt denna institution ägnade han sina bästa krafter samt utgav specialkataloger och smärre skrifter över dess samlingar, framför allt det rikt illustrerade, i förening med andra fackmän utarbetade arbetet Die Sammlungen des Germanischen Museums.
Som arkitekt studerade och efterliknade han främst medeltida stilarter. Han förestod bland annat den inre utsmyckningen av kyrkan Sankta Maria i Köln och av domen i Braunschweig (över båda dessa uppdrag utgav han illustrerade verk) samt tillbyggnaden av rådhuset i Nürnberg. Han arbetade även mycket i konstindustrins tjänst.
Bland hans övriga arbeten kan nämnas Norddeutschlands Back-Steinbau im Mittelalter (1855-56; 36 planscher, med text), Die innere Ausstattung der Kirche Gross-S:t-Martin in Köln (1866) och Die mittelalterlichen Kunstdenkmäler der Stadt Krakau (1867), Die Bilderschmücke der Liebfrauenkirche zu Nürnberg (1881), Bilderatlas zur Kulturgeschichte des Mittelalters (1884), Hans Tirols Holzschnitt etc. (1887), Die farbige Ausstattung des zehneckigen Schiffes der Pfarrkirche in Köln (1891) och i Josef Durms "Handbuch der Architektur" avsnittet om medeltida Kriegsbaukunst.